# 基于自然的解决方案
基于自然的解决方案 (nature-based solutions, NbS)是指通过保护、恢复、可持续管理和利用生物多样性和生态系统功能来解决社会环境问题。
这些问题包括缓解和适应气候变化、水安全、水污染、粮食安全、人类健康、生物多样性丧失和灾害风险管理。 欧盟委员会对NbS定义为“受到大自然的启发和支持，具有成本效益，同时提供环境、社会和经济效益，并有助于增强抵御能力。此类解决方案带来更多、更多样化的自然和自然特征，通过因地制宜、高效利用资源和系统性的干预措施，将其融入城市、景观和海景”。2020 年，欧盟委员会对这个定义进行了更新，进一步强调“基于自然的解决方案必须有利于生物多样性并支持提供一系列生态系统服务。”

## 发展历史
2014年欧盟启动“地平线2020研究和创新议程”, 2015年发布《基于自然的解决方案和自然化城市》(Nature-based solutions and Re-Naturing Cities)报告，引起了各界对NbS的广泛重视。2016年世界自然保护联盟提出NbS定义, 并于2020年发布全球标准。

## 各方反应
一些国家和地区已将NbS作为政策工具纳入气候变化和生物多样性相关的战略计划, 如《欧盟2030生物多样性战略》和中国《国家适应气候变化战略2035》。在《联合国气候变化框架公约》、《生物多样性公约》和联合国环境大会等国际场合，欧盟、英国、挪威等对NbS态度积极，巴西、阿根廷、南非等则表示担忧或反对。